# Васавадатта
«Васавадатта» (санскрит. Vâsavadattâ) — индийский роман-поэма на санскрите, принадлежащий поэту Субандху (VII век). Является ярким примером искусственно-декоративного стиля в классической санскритской литературе.

## Издания
- 1859 — издание американского санскритолога Ф. Холла[англ.], с историко-литературным введением («Bibliotheca Indica», 1859)[1].